# Claudia Martin (Politikerin, 1970)
Claudia Martin (* 21. Januar 1970 in Annaberg-Buchholz) ist eine deutsche Politikerin (seit 2017 CDU; von 2013 bis 2016 AfD). Von 2016 bis 2021 war sie Mitglied im Landtag von Baden-Württemberg.

## Leben
Die ersten sechs Jahre ihres Lebens verbrachte Martin in ihrer Geburtsstadt, bevor sie mit ihren Eltern und ihrer Schwester in die Nähe von Bautzen zog. Sie besuchte die Polytechnische Oberschule in Hochkirch und legte im Jahre 1988 in Bautzen ihr Abitur ab. Im selben Jahr zog sie nach Güstrow, um an der Pädagogischen Hochschule Biologie und Chemie zu studieren. Mit der Geburts ihres Sohnes 1989 unterbrach sie das Studium und kehrte nach Bautzen zurück. 1990 nahm sie an der Sorbischen Fachschule für Erziehung die Ausbildung zur Erzieherin auf, welche sie 1993 abschloss.
1994 zog Martin nach Heidelberg und arbeitete dort bis 2014 in einer Kindertagesstätte. Von 2014 bis 2016 war sie ferner in einer Kindertageseinrichtung in Walldorf tätig.
Martin wohnt in Wiesloch. Sie ist geschieden und hat einen erwachsenen Sohn.

## Politik
Martin trat 2013 in die Alternative für Deutschland (AfD) ein und war Sprecherin des Vorstands des AfD-Kreisverbandes Rhein-Neckar.
Bei der Landtagswahl in Baden-Württemberg 2016 erhielt sie 18,6 Prozent der Stimmen im Wahlkreis Wiesloch und zog über ein Zweitmandat in den Landtag von Baden-Württemberg ein. Sie erklärte, ihre zukünftige Arbeit im Landtag vor allem „ihren beiden Kernthemen Bildung und Familie widmen“ zu wollen.
In der Zeit der Fraktionsspaltung von Juli bis Oktober 2016 gehörte Martin der Fraktion Alternative für Baden-Württemberg an. Mitte Dezember 2016 trat Martin aus der AfD und der AfD-Landtagsfraktion aus. Sie wolle den rechtspopulistischen Kurs der AfD nicht mehr mittragen und zukünftig als fraktionslose Abgeordnete im Landtag tätig sein. Als Gründe nannte sie den ihrer Ansicht nach „systemfeindlichen Oppositionskurs, Desinteresse an Sachpolitik in ihrer Fraktion, die starke Tendenz zu rechtsextremen Auffassungen innerhalb der Fraktion, den Verzicht auf politische Sacharbeit sowie die ständige und einseitige Skandalisierung des Flüchtlingsthemas“. Sie kritisierte auch die Bildung von „WhatsApp-Gruppen, mit denen bei der Aufstellung von Kandidaten für die Landesliste zur Bundestagswahl bestimmte Personen unterstützt“ worden seien. Fraktionschef Jörg Meuthen warf ihr eine „hinterrücks vorbereitete Aktion für billige 15 Minuten Ruhm“ vor und meinte, womöglich wäre es besser gewesen, wenn sie „gleich für eine der linkspopulistischen Kartellparteien kandidiert hätte“.
Im Oktober 2017 stellte sie einen Antrag auf Beitritt in die CDU-Fraktion. Im November 2017 wurde ihrem Aufnahmeantrag in die CDU stattgegeben. Zwei Wochen später wurde sie in die CDU-Fraktion aufgenommen. Zur Landtagswahl 2021 kandidierte sie nicht erneut.